# Eva Paskuy
Eva Paskuy (n. 14 noiembrie 1948, Dresda, Zona de ocupație sovietică) este o handbalistă ce a reprezentat Germania, medaliată olimpică. A participat la o ediție a Jocurilor Olimpice (1976) în care a câștigat o medalie de argint.

## Participări
Lista de mai jos prezintă principalele competiții la care a participat Eva Paskuy de-a lungul carierei.
- handball at the 1976 Summer Olympics – women's tournament[*]